# Тастобе (Жамбылская область)
Тастобе́ (каз. Тастөбе) — село в Жамбылском районе Жамбылской области Казахстана, административный центр Колькайнарского сельского округа. Находится примерно в 8 км к северо-востоку от районного центра, села Аса. Код КАТО — 314045100.

## География
Село расположено в центральной части Жамбылского района, в 9 километрах к северо-востоку от районного центра села Аса, в 20 километрах к северо-западу от областного центра города Тараз. Ближайшая железнодорожная станция Аса (село Аса) — расположена в 7 километрах к юго-западу (по дороге — 9,6 км). Соседние населённые пункты: Ащыбулак в 2 километрах к северо-западу, Енбек 4 километрах к югу, Колькайнар в 7 километрах к северо-востоку. Транспортное сообщение осуществляется посёлочными дорогами с выходом на автодорогу КН-2 к югу. Высота центра населённого пункта — 516 метров над уровнем моря.

## Достопримечательности
Возле аула находится остатки средневекового городища Кунгирбайтобе.

## Население
| Численность населения | Численность населения | Численность населения |
| 1989                  | 1999                  | 2009                  |
| --------------------- | --------------------- | --------------------- |
| 1475                  | ↘1385                 | ↘1257                 |